# Tucano

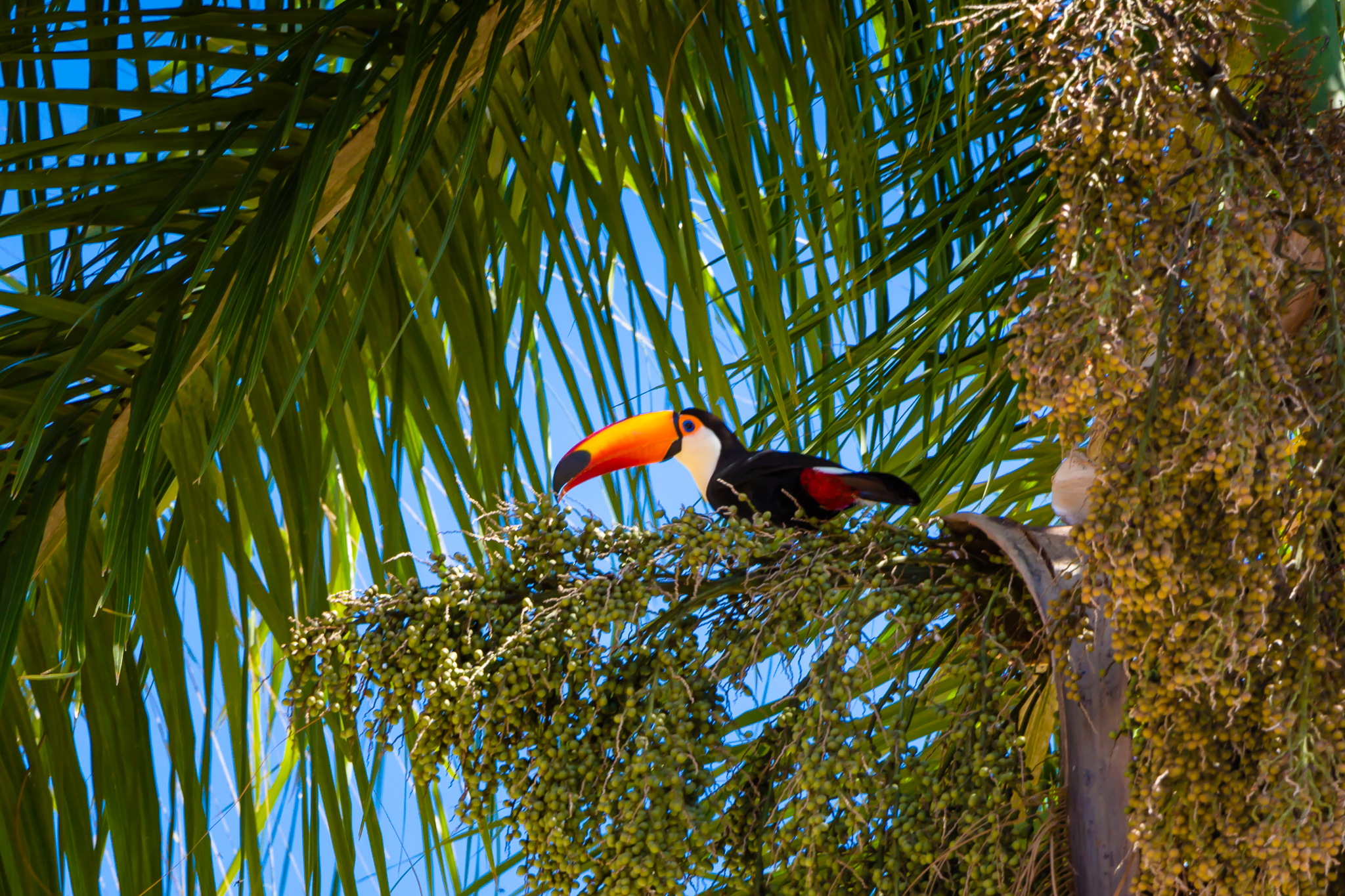
Tucano

Os tucanos são aves que correspondem à família Ramphastidae, vivem nas florestas tropicais da América Central e América do Sul. A família inclui cinco gêneros e mais de quarenta espécies diferentes. Possuem bicos notavelmente grandes e coloridos, que possuem a função de termorregulação para as muitas espécies que passam muito tempo na copa da floresta exposta ao sol tropical quente.
São aves arborícolas restritas aos neotrópicos, sendo encontradas desde o México até o Brasil. Algumas espécies habitam florestas tropicais úmidas de baixa altitude, enquanto outras habitam bosques mais temperados, em cordilheiras, a altitudes de até 3000 m.

## Taxonomia e sistemática

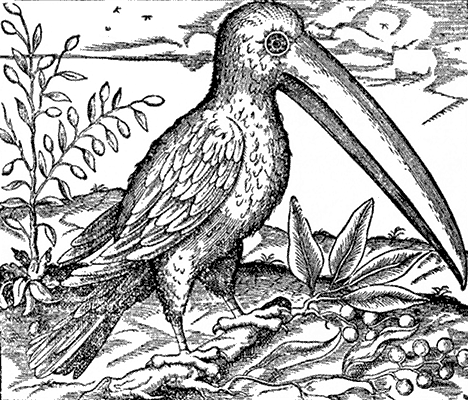
Xilogravura de um tucano

O nome deste grupo de aves é derivado do termo tupi para essas aves: tu'kã. A família inclui os tucanos, araçaris, saripocas e tucaninhos; parentes mais distantes incluem várias famílias da subordem Pici. 

### Lista de gêneros e espécies
Existem cinco gêneros existentes na família dos tucanos:
| Imagem | Gênero         | Espécies |
| ------ | -------------- | --- |
|        | Aulacorhynchus | - Tucaninho-da-serra-madre-do-sul (Aulacorhynchus wagleri) - Tucaninho-esmeralda (Aulacorhynchus prasinus) - Tucaninho-da-garganta-azul (Aulacorhynchus caeruleogularis) - Tucaninho-de-garganta-branca (Aulacorhynchus albivitta) - Tucaninho-de-nariz-amarelo (Aulacorhynchus atrogularis) - Tucaninho-dos-tepuis (Aulacorhynchus whitelianus) - Tucaninho-de-bico-sulcado (Aulacorhynchus sulcatus) - Tucaninho-verde, ou Tucaninho-das-pontas-castanhas (Aulacorhynchus derbianus) - Araçari-de-dorso-encarnado ou tucaninho-de-rabadilha-vermelha (Aulacorhynchus haematopygus) - Tucaninho-de-huallaga (Aulacorhynchus huallagae) - Tucaninho-de-cinta-azul (Aulacorhynchus coeruleicinctis)                                                         |
|        | Pteroglossus   | - Araçari-miudinho-de-bico-riscado (Pteroglossus inscriptus) - Araçari-miudinho (Pteroglossus viridis) - Araçari-de-pescoço-vermelho (Pteroglossus bitorquatus) - Araçari-de-bico-de-marfim (Pteroglossus azara) - Araçari-de-bico-marrom (Pteroglossus mariae) - Araçari-castanho (Pteroglossus castanotis) - Araçari-de-bico-listrado (Pteroglossus sanguineus) - Araçari-de-bico-branco (Pteroglossus aracari) - Araçari-de-colar (Pteroglossus torquatus) - Araçari-de-bico-laranja (Pteroglossus frantzii) - Araçari-de-bico-claro (Pteroglossus erythropygius) - Araçari-cinta-dupla (Pteroglossus pluricinctus) - Araçari-mulato (Pteroglossus beauharnaesii) - Araçari-banana (Pteroglossus bailloni), antes classificado como Baillonius bailloni |
|        | Andigena       | - Tucano-de-flancos-amarelos (Andigena laminirostris) - Tucano-de-peito-cinza (Andigena hypoglauca) - Tucano-de-capuz (Andigena cucullata) - Tucano-de-peito-azul (Andigena nigrirostris) |
|        | Selenidera     | - Saripoca-de-bico-esverdeado, (Selenidera spectabilis) - Saripoca-de-coleira (Selenidera reinwardtii) - Saripoca-de-bico-castanho (Selenidera nattereri) - Araçari-negro (Selenidera piperivora) - Araçari-poca (Selenidera maculirostris) - Saripoca-de-bico-amarelo, (Selenidera gouldii) |
|        | Ramphastos     | - Tucano-de-peito-amarelo (Ramphastos sulfuratus) - Tucano-do-chocó (Ramphastos brevis) - Tucano-de-peito-citrino (Ramphastos citreolaemus) - Tucano-de-bico-preto (Ramphastos vitellinus) - Tucano-de-bico-verde (Ramphastos dicolorus) - Tucano-de-mandíbula-preta (Ramphastos ambiguus) - Tucano-grande-de-papo-branco (Ramphastos tucanus) - Tucanuçu (Ramphastos toco) |

## Descrição

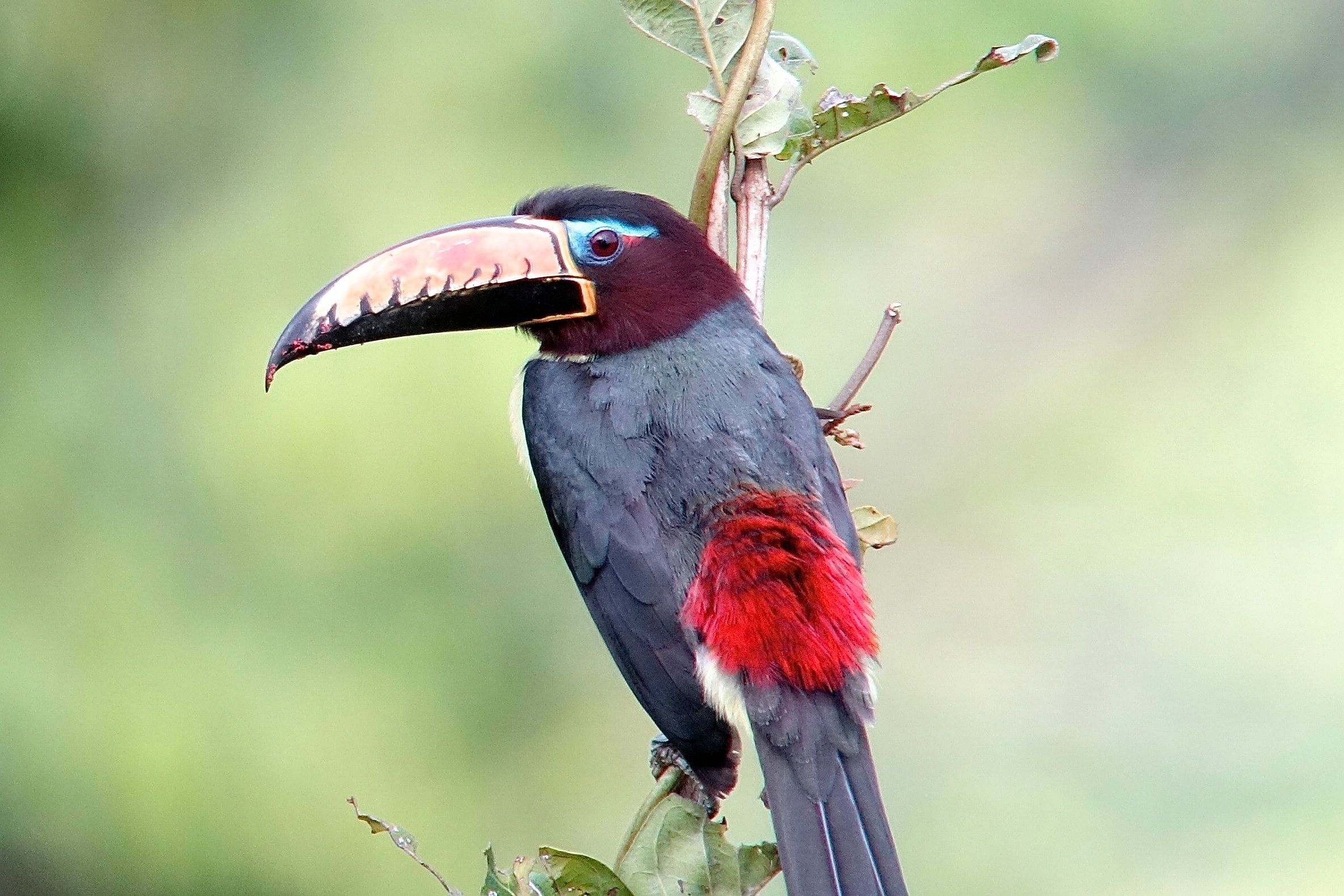
O araçari-miudinho-de-bico-riscado é a menor espécie de tucano.

Os tucanos variam em tamanho do araçari-miúdo-de-bico-riscado (Pteroglossus inscriptus), com cerca de 130 g e 29 cm, ao tucano-toco (Ramphastos toco), que possui cerca de 680 g e 63 cm. Seus corpos são curtos e compactos. A cauda é arredondada e varia em comprimento, desde a metade até todo o comprimento do corpo. O pescoço é curto e grosso. As asas são comprimento médio e arredondadas, geralmente com a mesma envergadura que as medidas do bico à cauda da ave. As pernas e pés do tucano são fortes e bastante curtas, com pés zigodáctilos (dois dedos direcionados para frente e dois para trás), típicos de animais que trepam em árvores. 

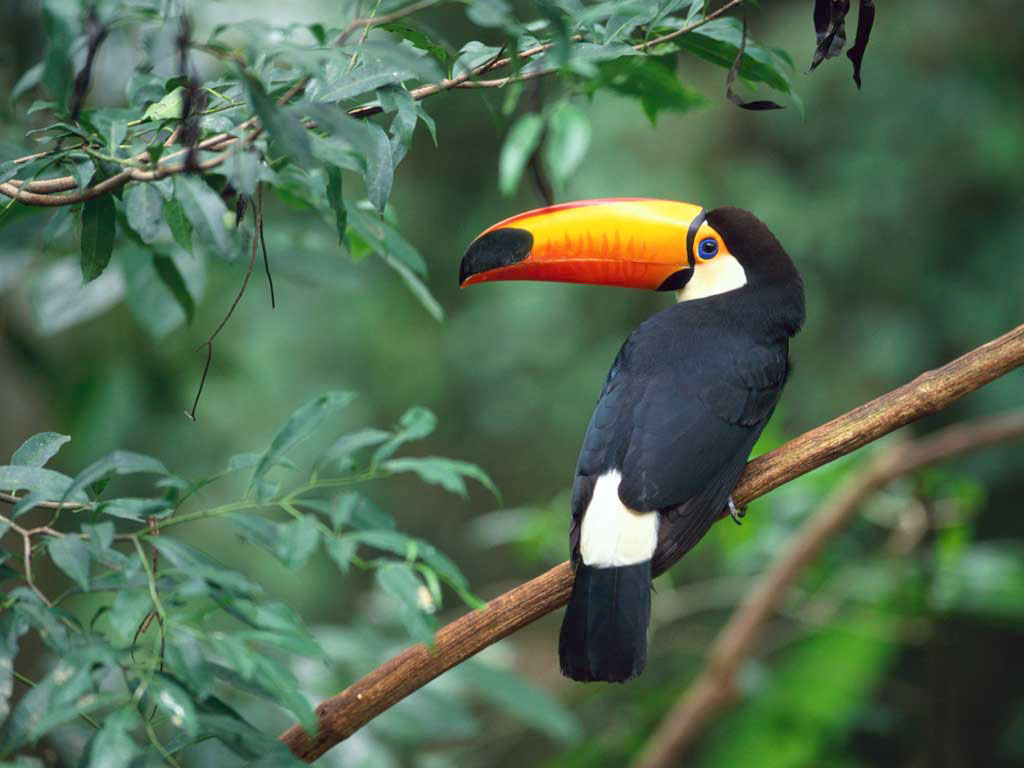
O tucano-toco é a maior espécie de tucano.

A maioria dos tucanos não apresenta nenhum dimorfismo sexual e a sexagem pode ser feita por análise de seu DNA.
As penas do gênero que contém os maiores tucanos são geralmente roxas, com toques de branco, amarelo e escarlate e preto. As partes inferiores dos araçaris são amarelas, cruzadas por uma ou mais faixas pretas ou vermelhas. Os tucanos têm plumagem principalmente verde com manchas azuis.

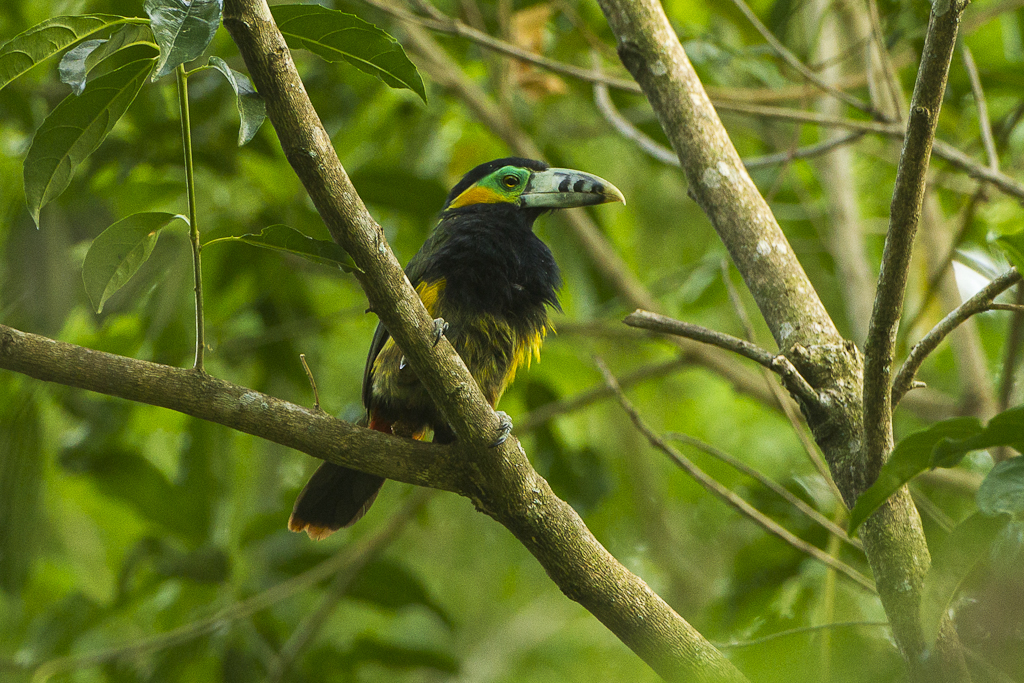
Araçaris-poca têm bicos menores que tucanos do gênero Ramphastos.

O bico colorido e grande, que em algumas espécies grandes mede mais da metade do comprimento do corpo, é a marca registrada dos tucanos. Apesar de seu tamanho, o bico do tucano é muito leve, devido à sua estrutura interna esponjosa. A parte superior é constituída por trabéculas de sustentação e a parte inferior é de natureza óssea. Não é um bico forte, já que é muito comprido e a alavanca, (maxilar) não é suficiente para conferir tal qualidade. Possui serrilhados voltados para a frente no bico parecidos com dentes, o que historicamente levou naturalistas a acreditar que os tucanos capturavam peixes e eram principalmente carnívoros; hoje sabe-se que comem principalmente frutas. O bico grande do tucano possui a função de termorregulação, sendo um eficiente dissipador de calor.
A língua do tucano é longa (até 15 cm), estreita, cinza e singularmente puída em cada lado, aumentando sua sensibilidade como órgão de degustação. Seu sistema digestivo é extremamente curto, o que explica a sua base alimentar, já que as frutas são facilmente digeridas e absorvidas pelo trato gastrointestinal.
Um complexo estrutural provavelmente exclusivo dos tucanos envolve a modificação de várias vértebras da cauda. As três vértebras posteriores são fundidas e presas à coluna por uma articulação de bola e soquete. Por causa disso, os tucanos podem virar a cauda para a frente até tocar a cabeça. Pousados no galho, dormem com a cauda elevada e cobrindo a cabeça, a qual é mantida virada para as costas.

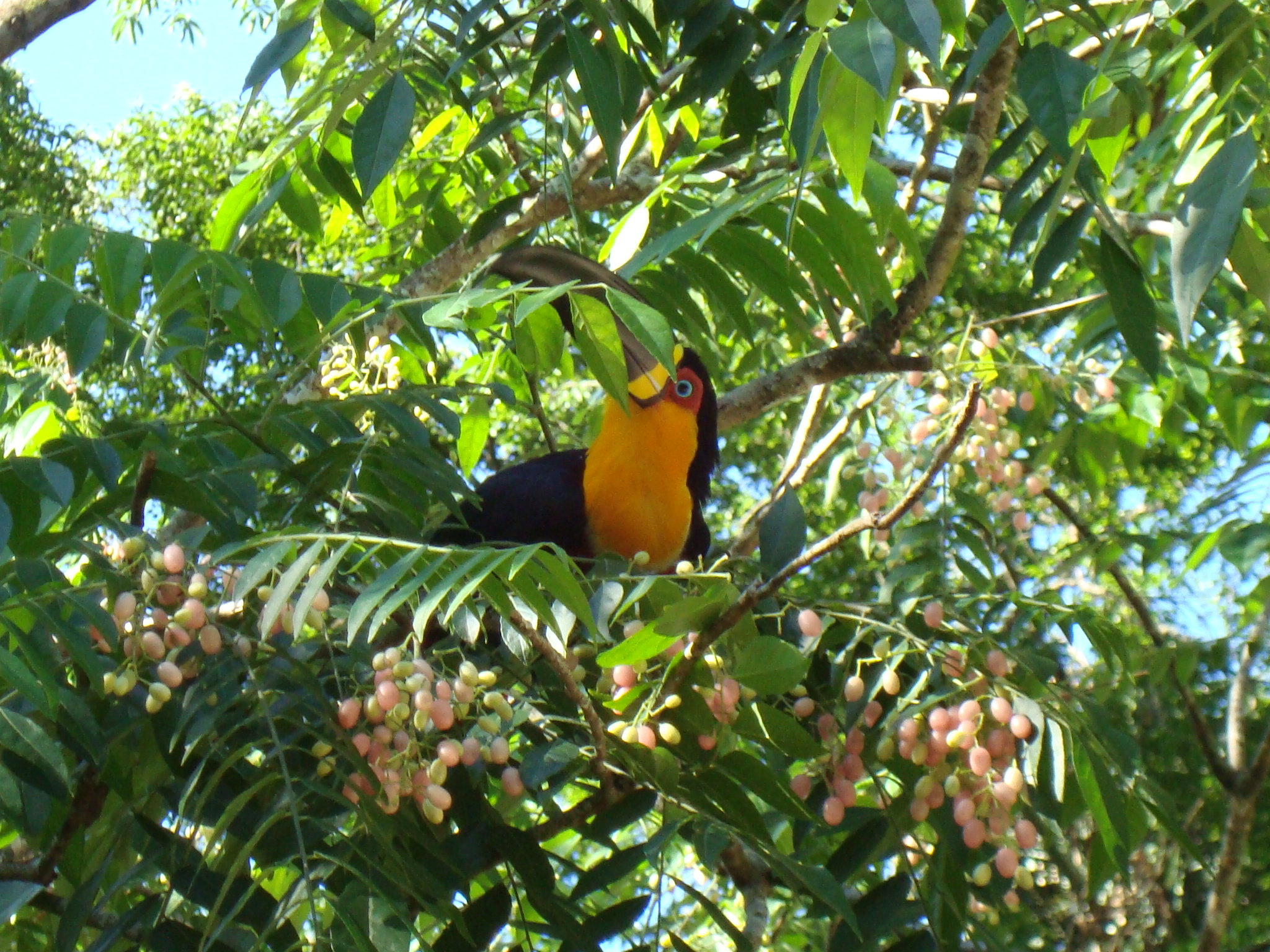
Tucano no Jardim Botânico do Rio de Janeiro, no Rio de Janeiro, no Brasil.

## Comportamento e ecologia
Tucanos são altamente sociais e a maior parte das espécies ocorre em grupos de até 20 aves ou mais pela maior parte do tempo. Não apresentam hábitos migratórios, mas atravessam rios e espaços abertos em trajetória ondulada, acompanhando a sazonalidade de frutificação das árvores.

### Dieta
A maioria dos tucanos são principalmente frugívoros (alimentam-se de frutas), mas, como necessitam de um certo nível proteico na dieta, também caçam insetos, pequenos vertebrados (principalmente lagartos e rãs) e até mesmo ovos e filhotes de outras aves.

### Reprodução
Os tucanos são monogâmicos com cuidados biparentais. Várias espécies se reproduzem cooperativamente. Nesse caso, apenas o casal reprodutor incuba, evitando que os ajudantes acessem o ninho até que os filhotes tenham eclodido. Todos os tucanos nidificam em buracos em árvores, cavidades que foram escavadas por outras aves ou, muito menos comumente, aquelas que eles próprios escavam em madeira macia e apodrecida. Os ninhos são normalmente revestidos com aparas de madeira e sementes regurgitadas de frutas. As fêmeas põem de 1 a 5 ovos. Machos e fêmeas normalmente incubam os ovos e alimentam os filhotes. A incubação leva de 15 a 18 dias, e os filhotes eclodem nus e cegos, sem abrir os olhos por pelo menos duas semanas. São cuidados por um período bastante longo, variando de 40 a 60 dias, e os filhotes podem ser alimentados pelos pais ou ajudantes por até seis semanas ou mais após deixar o ninho.

## Galeria de imagens

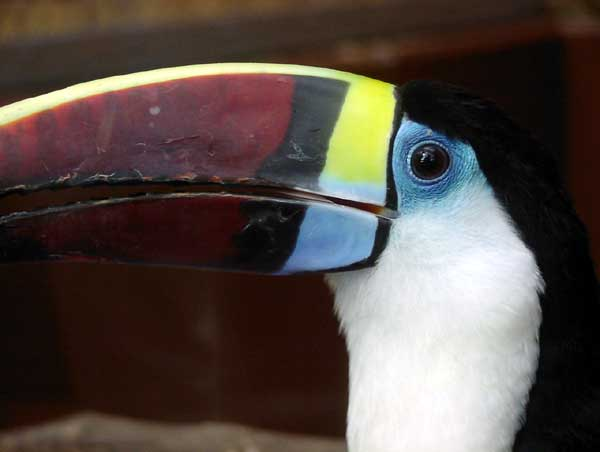
Tucano-de-peito-branco
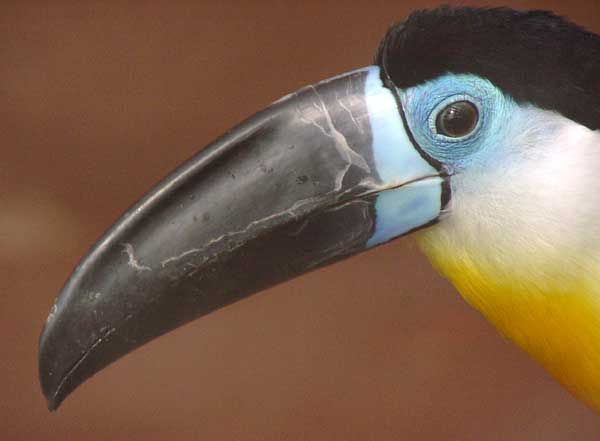
Tucano-de-bico-preto
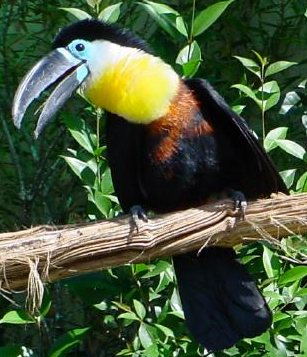
Tucano-de-bico-preto
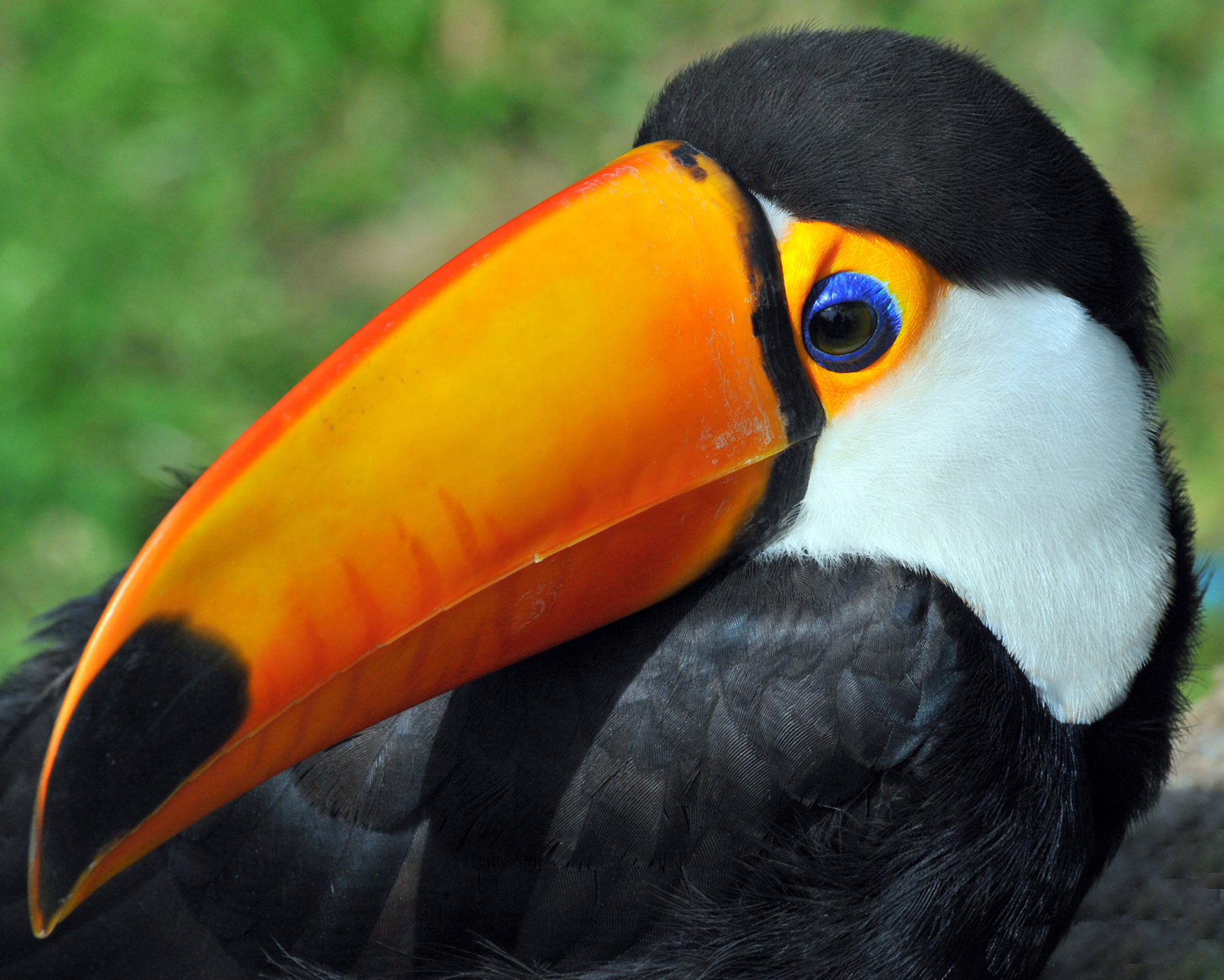
Tucano-toco (Ramphastos toco)
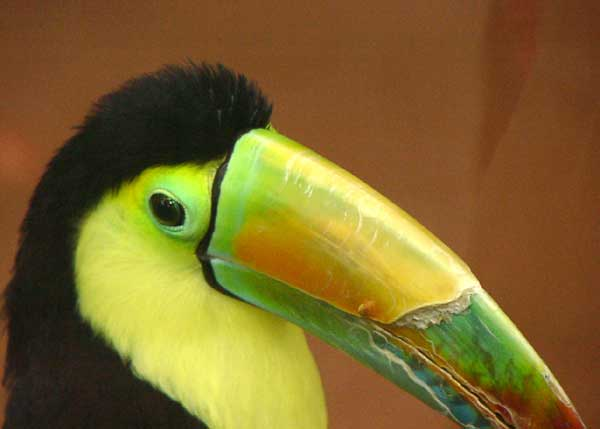
Tucano-de-bico-arco-íris (Ramphastos sulfuratus)